# Paul Pinna
Paul Pinna (Tallinn, 3 de outubro de 1884 — Tallinn, 29 de março de 1949) foi um diretor de teatro e ator estoniano. Foi um dos precursores do Teatro profissional na Estônia.

## Vida

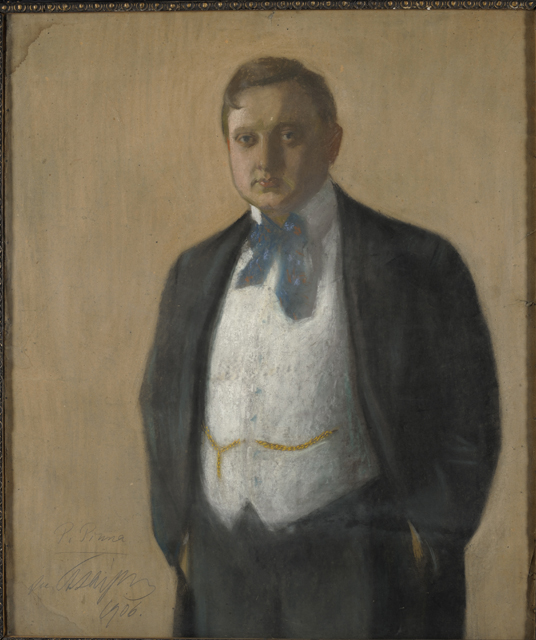
Retrato de Paul Pinna (1906) por Ants Laikmaa

A partir de 1899 iniciou a sua atividade cénica na sociedade de teatro "Estónia" . 1900, ele foi relacionado para estabelecer o teatro profissional da Estônia.
915-1920 trabalhou como oficial militar em Tallinn e tocou no Teatro da Estônia. 1918-1922 ele tocou e trabalhou no Tallinn Drama Theatre.
1936-1940 foi presidente da União de Atores da Estônia.
Paul Pinna foi casado com a atriz Netty Pinna.